# Валлизер, Мария
Мария Валлизер (нем. Maria Walliser; род. 27 мая 1963) — швейцарская горнолыжница, призёрка Олимпийских игр, трёхкратная чемпионка мира, двукратная обладательница Кубка мира. Универсал, успешно выступала во всех дисциплинах горнолыжного спорта, кроме слалома.

## Спортивная карьера
Родилась  27 мая 1963 года в Моснанге, Швейцария.
В Кубке мира Валлизер дебютировала 3 декабря 1980 года, в январе 1983 года одержала свою первую победу на этапе Кубка мира, в скоростном спуске. Всего имеет на своём счету 25 побед на этапах Кубка мира: 14 — в скоростном спуске, 6 — в гигантском слаломе, 3 — в супергиганте и 2 — в комбинации. Дважды Валлизер побеждала в общем зачёте Кубка мира, и завоёвывала большой Хрустальный глобус, в сезонах 1985/86 и 1986/87. Пять раз за карьеру завоёвывала малый Хрустальный глобус в различных дисциплинах, причём ей удавалось сделать это в четырёх из пяти дисциплин горнолыжного спорта.
На Олимпийских играх 1984 года в Сараево завоевала серебро в скоростном спуске, причём всего 0,05 секунды она уступила в борьбе за золото своей соотечественнице Микеле Фиджини кроме того стартовала в гигантском слаломе, но сошла в первой попытке.
На Олимпийских играх 1988 года в Калгари завоевала две бронзовые медали, в гигантском слаломе и комбинации, кроме этого стартовала в скоростном спуске, где остановилась в шаге от подиума и стала 4-й, и в супергиганте в котором заняла 6-е место.
За свою карьеру участвовала в четырёх чемпионатах мира, на которых завоевала 3 золотые и 1 бронзовую медали, 2 золота и бронзу она выиграла на чемпионате мира 1987 года, а ещё одно золото на чемпионате мира 1989 года.
Завершила спортивную карьеру в 1990 году.

## Победы на этапах Кубка мира (25)
| №  | Сезон   | Дата            | Место              | Дисциплина            |
| -- | ------- | --------------- | ------------------ | --------------------- |
| 1  | 1982/83 | 21 января 1983  | Межев              | Скоростной спуск      |
| 2  | 1982/83 | 5 февраля 1983  | Сараево            | Скоростной спуск (2)  |
| 3  | 1983/84 | 8 декабря 1983  | Валь-д’Изер        | Скоростной спуск (3)  |
| 4  | 1983/84 | 21 января 1984  | Вербье             | Скоростной спуск (4)  |
| 5  | 1984/85 | 8 марта 1985    | Саншайн-Виладж     | Скоростной спуск (5)  |
| 6  | 1985/86 | 11 января 1986  | Бадгастайн         | Скоростной спуск (6)  |
| 7  | 1985/86 | 12 января 1986  | Бадгастайн         | Комбинация            |
| 8  | 1985/86 | 5 февраля 1986  | Валь-Зольдана      | Гигантский слалом     |
| 9  | 1985/86 | 1 марта 1986    | Фурано             | Скоростной спуск (7)  |
| 10 | 1985/86 | 8 марта 1986    | Саншайн-Виладж     | Скоростной спуск (8)  |
| 11 | 1985/86 | 9 марта 1986    | Саншайн-Виладж     | Комбинация (2)        |
| 12 | 1986/87 | 14 декабря 1986 | Валь-д’Изер        | Супергигант           |
| 13 | 1986/87 | 20 декабря 1986 | Валь-Зольдана      | Гигантский слалом (2) |
| 14 | 1986/87 | 6 января 1987   | Зальбах-Хинтерглем | Супергигант (2)       |
| 15 | 1986/87 | 18 января 1987  | Бишофсвизен        | Гигантский слалом (3) |
| 16 | 1986/87 | 27 февраля 1987 | Цвизель            | Гигантский слалом (4) |
| 17 | 1986/87 | 15 марта 1987   | Вейл               | Супергигант (3)       |
| 18 | 1986/87 | 22 марта 1987   | Сараево            | Гигантский слалом (5) |
| 19 | 1987/88 | 4 декабря 1987  | Валь-д’Изер        | Скоростной спуск (9)  |
| 20 | 1987/88 | 16 января 1988  | Зинал              | Скоростной спуск (10) |
| 21 | 1988/89 | 15 декабря 1988 | Альтенмаркт        | Скоростной спуск (11) |
| 22 | 1988/89 | 19 января 1989  | Тинь               | Скоростной спуск (12) |
| 23 | 1988/89 | 4 марта 1989    | Фурано             | Гигантский слалом (6) |
| 24 | 1989/90 | 9 декабря 1989  | Стимбот-Спрингс    | Скоростной спуск (13) |
| 25 | 1989/90 | 13 января 1990  | Хаус               | Скоростной спуск (14) |